# 矢野くんの普通の日々
『矢野くんの普通の日々』（やのくんのふつうのひび）は、田村結衣による日本の漫画。講談社の『コミックDAYS』にて、2021年6月から連載中。
怪我が絶えない男子高校生・矢野くんと、矢野くんを心配する女子高生・吉田さんの日常を描くラブコメディ。
2024年11月15日に実写映画版が公開された。また、2024年11月にはテレビアニメ化が発表された。

## あらすじ
毎日怪我まみれで登校してくる矢野剛。クラスの委員長になった吉田清子は、そんな矢野くんのことが心配でたまらない。親友のメイとともに、その理由を調査すると、不運体質のドジっ子ということが分かる。普通の高校生活を送りたいという矢野くんに対し、清子はそのサポートをすることを約束する。だが、次第に羽柴、田中、泉などのクラスメイトも巻き込む騒動となっていく。

## 登場人物
声の項はテレビアニメ版の声優。
矢野 剛（やの つよし）
声 - 天﨑滉平
本作の主人公。二年一組在籍。いつも怪我ばかりしており、日常生活がままならない。右目には眼帯をしている。絵が上手で美術部に所属している。
吉田 清子（よしだ きよこ）
声 - 貫井柚佳
二年一組の学級委員。心配性で世話焼きな性格。怪我ばかりしている矢野を心配している。矢野のことが好き。妹と弟がいる。
羽柴（はしば）
声 - 坂泰斗
清子と同じく、二年一組の学級委員。野球部に所属している。清子に恋心を抱き、告白するも振られてしまう。恋愛マスターと言われている妹がいる。
柚川 メイ（ゆずかわ メイ）
声 - 種﨑敦美
二年一組在籍。清子の親友。成績は学年三位と優秀。おかしが好き。
田中 晴人（たなか はると）
声 - 岩崎諒太
二年一組在籍。明るい性格。メイと小学校が同じ。
泉（いずみ）
声 - 高橋李依
二年一組在籍。羽柴の幼馴染。羽柴をからかうのが趣味。
岡本（おかもと）
二学期から転校してきて、二年五組に在籍している。矢野の中学時代のクラスメイト。

## 書誌情報
- 田村結衣『矢野くんの普通の日々』講談社〈モーニングKC〉、既刊10巻（2025年3月12日現在）
  1. 2021年11月10日発売[6]、ISBN 978-4-06-525930-6
  2. 2022年2月9日発売[7]、ISBN 978-4-06-526748-6
  3. 2022年6月8日発売[8]、ISBN 978-4-06-528095-9
  4. 2022年10月12日発売[9]、ISBN 978-4-06-529451-2
  5. 2023年3月8日発売[10]、ISBN 978-4-06-530720-5
  6. 2023年9月13日発売[11]、ISBN 978-4-06-533058-6
  7. 2024年2月14日発売[12]、ISBN 978-4-06-534457-6
  8. 2024年7月10日発売[13]、ISBN 978-4-06-535982-2
  9. 2024年11月13日発売[14]、ISBN 978-4-06-537332-3
  10. 2025年3月12日発売[15]、ISBN 978-4-06-538766-5

## 実写映画
2024年11月15日に公開された。監督は新城毅彦、主演は八木勇征。

### キャスト
- 矢野剛：八木勇征
- 吉田清子：池端杏慈[3]
- 羽柴雄大：中村海人[3]
- 泉：白宮みずほ[16]
- メイ：新沼凛空[16]
- 田中：伊藤圭吾[16]
- 岡本さん：筒井あやめ[16]
- 吉田さやか : 宮崎莉里沙[17]
- 須山青葉 : 石澤優華[18]

### スタッフ（実写映画）
- 原作：田村結衣『矢野くんの普通の日々』（講談社『コミックDAYS』連載）
- 監督：新城毅彦
- 脚本：杉原憲明、渡辺啓、伊吹一[19][20]
- 音楽：信澤宣明[19][20]
- 主題歌：FANTASTICS from EXILE TRIBE「Yellow Yellow」（rhythm zone）[21]
- 挿入歌：Travis Japan「Staying with you」[16]
- 製作：八木元、関佳裕、髙𣘺敏弘、松本拓也、角田真敏、渡辺章仁、宇田川寧、茅野洋、只野正弘、加藤智啓、中嶋裕之、倉田泰行、梶原眞二[19]
- エグゼクティブプロデューサー：EXILE HIRO[19]
- プロデューサー：植野浩之、小川江利子、藤村直人、山王丸和恵、柴原祐一[19]
- 撮影：鈴木雅也[19]
- 照明：市川高穂[19]
- 録音：田辺正晴[19]
- 美術：小泉博康[19]
- 装飾：遠藤雄一郎[19]
- スクリプター：藤島理恵[19]
- 編集：小野寺拓也[19]
- VFX：平興史[19]
- アクションコーディネーター：鈴村正樹[19]
- スタイリスト：黒田匡彦[19]
- ヘアメイク：中西樹里[19]
- キャスティング：伊藤尚哉[19]
- 助監督：中村圭良[19]
- 制作担当：古野修作[19]
- ラインプロデューサー：島根淳[19]
- 宣伝プロデューサー：田中孝明、宇名手駿
- 配給：松竹
- 制作プロダクション：ダブ
- 企画製作：HI-AX（LDH JAPAN、日本テレビ放送網）
- 製作：映画「矢野くんの普通の日々」製作委員会（HI-AX、松竹、読売テレビ放送、講談社、ローソン、ダブ、札幌テレビ放送、宮城テレビ放送、静岡第一テレビ、中京テレビ放送、広島テレビ放送、福岡放送）

## テレビアニメ
2025年10月より日本テレビほかにて放送予定。

### スタッフ（テレビアニメ）
- 原作 - 田村結衣[5]
- 監督 - 松尾晋平[5]
- シリーズ構成 - 赤尾でこ[5]
- キャラクターデザイン - 海谷敏久[5]
- 音響監督 - 立石弥生[5]
- 音響制作 - ビットグルーヴプロモーション[5]
- 音楽 - 木村秀彬[5]
- 音楽制作 - 日本テレビ音楽[5]
- アニメーション制作 - 亜細亜堂[5]

### 主題歌（テレビアニメ）
「POP LIFE」
FANTASTICS from EXILE TRIBEによるオープニングテーマ。

### 放送局（テレビアニメ）
| 放送期間        | 放送時間                     | 放送局     | 対象地域   | 備考                      |
| --------------- | ---------------------------- | ---------- | ---------- | ------------------------- |
| 2025年10月1日 - | 水曜 1:29 - 1:59（火曜深夜） | 日本テレビ | 関東広域圏 | 『AnichU』枠              |
|                 | 水曜 20:00 - 20:30           | AT-X       | 日本全域   | CS放送 / リピート放送あり |
| 2025年10月3日 - | 金曜 0:00 - 0:30（木曜深夜） | BS11       | 日本全域   | BS放送 / 『ANIME+』枠     |

| 日本テレビ 『AnichU』前半枠 | 日本テレビ 『AnichU』前半枠 | 日本テレビ 『AnichU』前半枠 |
| 前番組                      | 番組名                      | 次番組                      |
| --------------------------- | --------------------------- | --------------------------- |
| Turkey!                     | 矢野くんの普通の日々        | -                           |